# Kaynova doba
Kaynova doba je fantasy román české spisovatelky Karoliny Francové, který vyšel v roce 2006 v nakladatelství Triton.
Říši Ettys již po celé věky ovládají nelítostní kněží bohyně Mortai, paní nad zrozením, osudem a smrtí. Bez výčitek svědomí vraždí, plení a znásilňují, ale také z rozmaru nadělují zdraví, bohatství a štěstí. Nezodpovídají se nikomu, jen své Paní Mortai. Když se chudý a nevzdělaný mladík Kayn setká s kněžkou Amaël, může ji získat jen jediným způsobem: pokud se sám stane nenáviděným a obávaným Mortaiem. Rozhodne se proto vstoupit do svatyně a při zasvěcení riskovat smrt...